# 光明會三部曲
《光明會三部曲》（英語：The Illuminatus! Trilogy）是美國作家羅伯特·舒和羅伯特·安東·威爾遜寫作的三本小說。它們創作於1969年至1971年間，1975年首版。《光明會三部曲》屬於諷刺、後現代主義、科幻小說，涉及了與光明會有關的一些陰謀論。
《光明會三部曲》包含三部小說，即《金字塔上的眼睛》（The Eye in the Pyramid）、《金蘋果》（The Golden Apple）和《利維坦》（Leviathan）。敘事方法在第一人稱和第三人稱之間變化。
1986年，《光明會三部曲》獲得普罗米修斯名人堂奖。作者隨後還寫過一些與這三部曲相關的作品。

## 情節

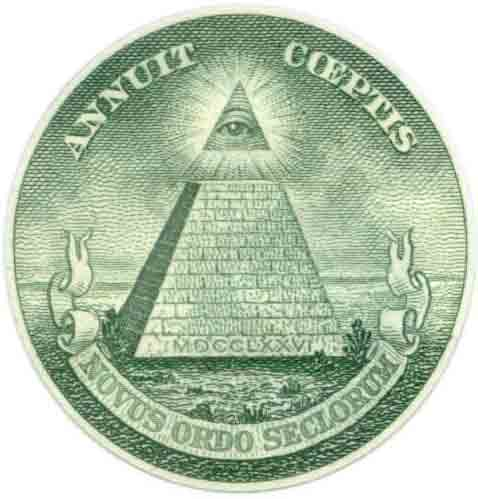
金字塔上的眼睛

故事開始，紐約市的兩名偵探索爾·古德曼（Saul Goodman）和巴尼·馬爾登（Barney Muldoon）開始調查左翼雜誌《對抗》（Confrontation）爆炸案及該雜誌編輯喬·馬利克（Joe Malik）失蹤案。隨後他們發現該雜誌正在調查肯尼迪家族和馬丁·路德·金謀殺案，並已經尋找到一些蛛絲馬跡。這些信息指出謀殺案與神秘組織有關。兩名偵探不久也被捲入其中。
與此同時，《對抗》的記者喬治·多恩（George Dorn）因持有毒品被捕，在獄中遭到折磨。監獄不久後被炸，他被不和諧教派（Discordianism）領袖海波德·席琳（Hagbard Celine）救出，這一組織站在光明會的對立面，而後者操縱著整個世界。海波德·席琳駕駛著一艘黃金潛艇，也是三部曲的主人公之一。
故事情節在真實與幻覺之間展開，很多記述互相矛盾，令讀者產生一種认知失调的感覺。

## 外部連接
- 文章片段（页面存档备份，存于）
- 創作背景（页面存档备份，存于）